# Kathrine Heindahl
Kathrine Brothmann Heindahl (Rudersdal, 26 de março de 1992) é uma jogadora de handebol dinamarquesa.

## Carreira
Ela fez sua estreia na seleção dinamarquesa em 24 de setembro de 2010, contra a Turquia. Em 10 de fevereiro de 2020, foi anunciado que Heindahl havia assinado um contrato de 1 ano com o CSKA Moscou. Ela participou do Campeonato Europeu de Handebol Feminino de 2016, na Suécia.
Nos Jogos Olímpicos de Verão de 2024, em Paris, conquistou a medalha de bronze no torneio feminino do handebol, após vencer a equipe sueca por 30–25 na disputa pelo terceiro lugar.